# 张秋华 (1924年)
张秋华（1924年9月11日—2021年2月16日），女，江苏南京人，中国俄罗斯文学研究学者，北京大学教授，第四届全国政协委员。